# Centrophryne spinulosa
Famille
Genre
Espèce
Centrophryne spinulosa est une espèce de poissons abyssaux, la seule du genre Centrophryne lui-même unique représentant de la famille des Centrophrynidae dans l'ordre des Lophiiformes.